# ペロス・デル・マール
ペロス・デル・マール（Perros del Mal）は、メキシコのプロレス団体。

## 歴史

### ユニット時代
2004年、CMLLでテクニコユニット「ラ・フリア・デル・ノルテ（La Furia del Norte）」のメンバーとして活動していたペロ・アグアヨ・ジュニアが造反してルードユニット「ロス・ペロス・デル・マール（Los Perros del Mal）」を結成。

### プロレス団体時代
2008年11月、アグアヨがCMLLを退団。12月7日、メキシコシティでペロス・デル・マール（Perros del Mal）の旗揚げ戦を開催。
他団体に参戦する際、ロス・ペロス・デル・マールの名義で参戦して所属選手だけではなくフリー、他団体の選手もメンバーに加えている。

## タイトル
- ペロス・デル・マール・ライトヘビー級王座
- ペロス・デル・マール・エクストリーム王座
- ペロス・デル・マール・ミニエストレージャ王座

## 所属選手
- コスミコ
- コナミー
- ペサリージャ
- ラゲ
- トラウマ1号
- トラウマ2号

## ロス・ペロス・デル・マールのメンバー
- ペロ・アグアヨ・ジュニア（リーダー）
- ハロウィン
- スペル・クレイジー
- シコシス・エクストリーム
- リスマルク・ジュニア
- リッキー・マルビン
- テディ・ハート
- DOUKI
- Eita

## ペロス・デル・マール・デ・ハポン
ペロス・デル・マール・デ・ハポン（Perros del Mal de Japon）は、日本のプロレス団体「プロレスリング・ノア」で結成されたヒールユニット。

### 歴史
- 2020年12月、プロレスリング・ノアにレギュラー参戦しているNOSAWA論外がジュニアヘビー級選手を中心とした一派を結成。
- 2021年1月4日、ノア後楽園ホール大会で日高郁人と鈴木鼓太郎が合流。
- 5月2日、ノア後楽園ホール大会でYO-HEYが合流。
- 6月13日、ノアABEMA配信マッチでペロス・デル・マールのメンバーであるEitaが合流。
- 6月27日、ノアABEMA配信マッチでユニット名を発表。ペロス・デル・マールを結成したペロ・アグアヨ・ジュニアの親族からは許可を得ている。
- 2022年1月5日、ノア後楽園ホール大会でペロス・デル・マールのメンバーであるスペル・クレイジーが合流。
- 2月11日、YO-HEYを追放。
- 4月29日、ノア両国国技館大会でエル・テハノ・ジュニアが合流。日高が脱退。
- 2023年2月21日、NOSAWAの引退により解散。

### メンバー
- NOSAWA論外（リーダー）
- 鈴木鼓太郎
- Eita

### 共闘メンバー
- スペル・クレイジー（2022年1月4日合流）
- テハノ・ジュニア（2022年4月29日合流）

### 元メンバー
- YO-HEY（結成 - 2022年2月11日追放）
- 日高郁人（結成 - 2022年4月29日脱退）